# Podaena glabriventris
Podaena glabriventris är en skalbaggsart som beskrevs av Ron Garth Ordish 1984. Podaena glabriventris ingår i släktet Podaena och familjen vattenbrynsbaggar. Inga underarter finns listade i Catalogue of Life.